# Sint-Lucasgilde

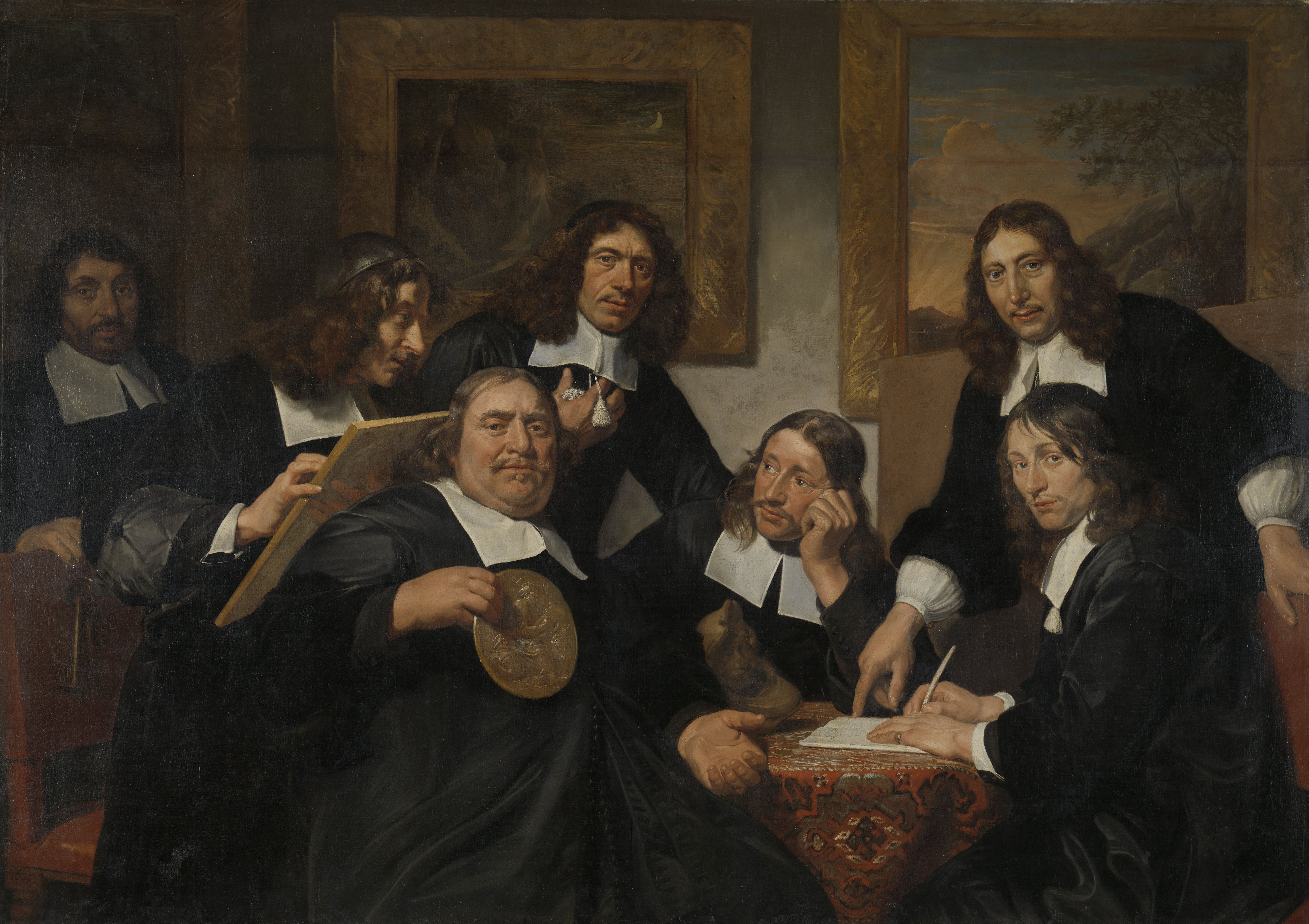
De bestuurders van de Sint-Lucasgilde van Haarlem in 1675. Geschilderd door Jan de Bray, tweede van links

Het Sint-Lucasgilde was de naam van stedelijke broederschappen of gilden van kunstenaars en kunstambachtslieden onder de bescherming van Sint-Lucas.

## Patroon

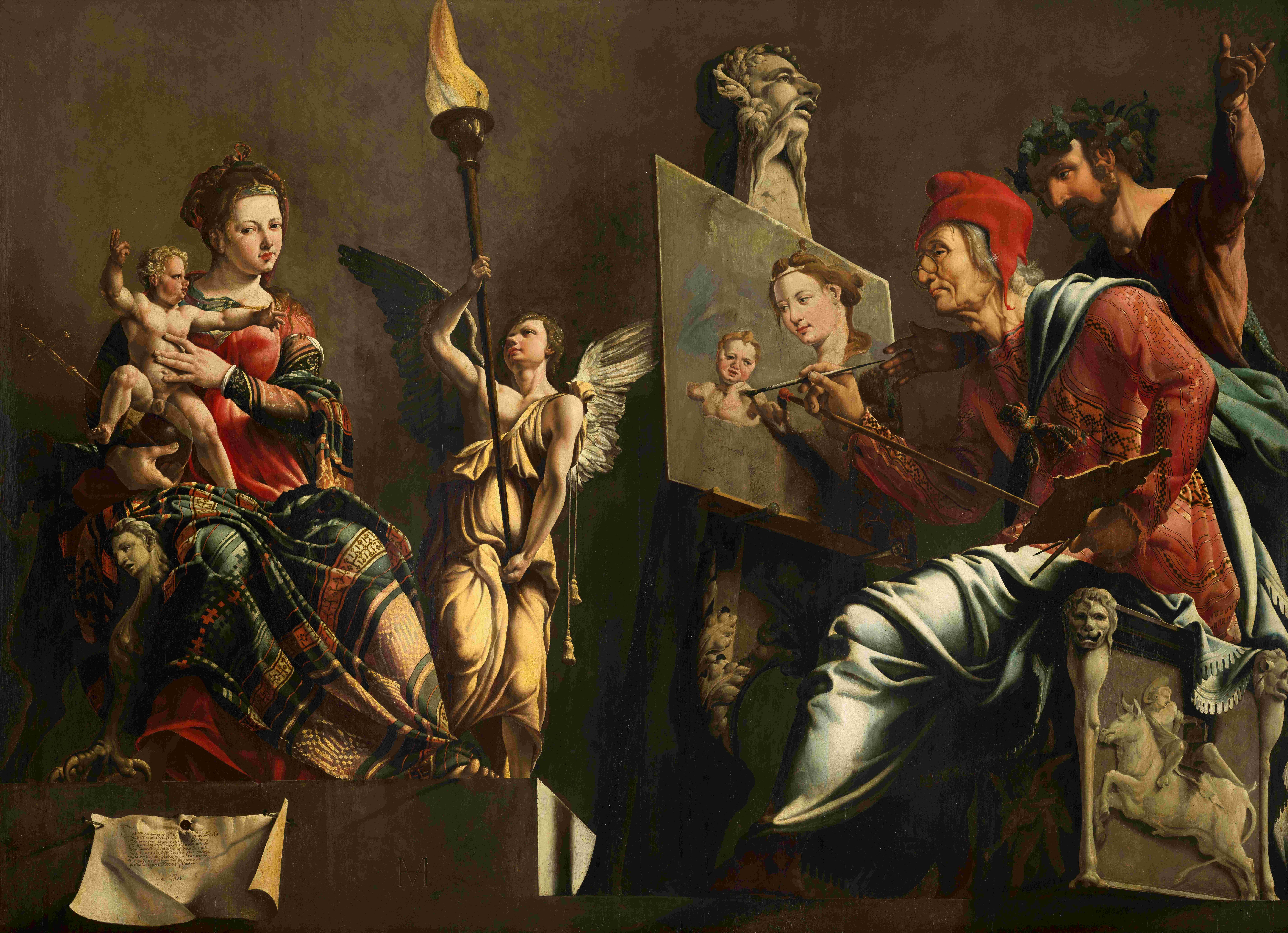
De heilige Lucas schildert de Madonna (Maarten van Heemskerck, 1532)

De naam van het gilde verwijst naar de evangelist Lucas. Zijn evangelie wordt gezien als het meest beeldend, met oog voor detail en sfeer. Volgens een Byzantijnse legende uit de 6e eeuw had Lucas een portret van Maria geschilderd. Zijn auteurschap werd geclaimd voor sommige iconen van de Theotokos en later voor Europese replica's uit de 14e eeuw.

## Werking
Kunstschilders, kladschilders, glazeniers, beeldhouwers, graveurs, maar ook plateelbakkers, boekdrukkers en kunsthandelaren konden lid worden van het gilde, dat zelf zorgde voor kwaliteitscontrole en de opleiding van jong talent. Van het lidmaatschap werd aantekening gehouden. De nog bestaande boeken (zie externe link) zijn van groot belang voor kennis van de kunstgeschiedenis.
Volgens typische gilderegels namen meesters een kind van twaalf tot veertien in de leer (een tegelijk en soms een tweede na een wachttijd). Om lid te worden moest een aspirant aan een aantal voorwaarden voldoen, zoals een leertijd van zes jaar, soms ook korter als hij een meesterstuk produceerde. Ongeveer een derde van de inkomsten van het gilde werd besteed aan het onderhouden van de arme leden en hun gezinnen.

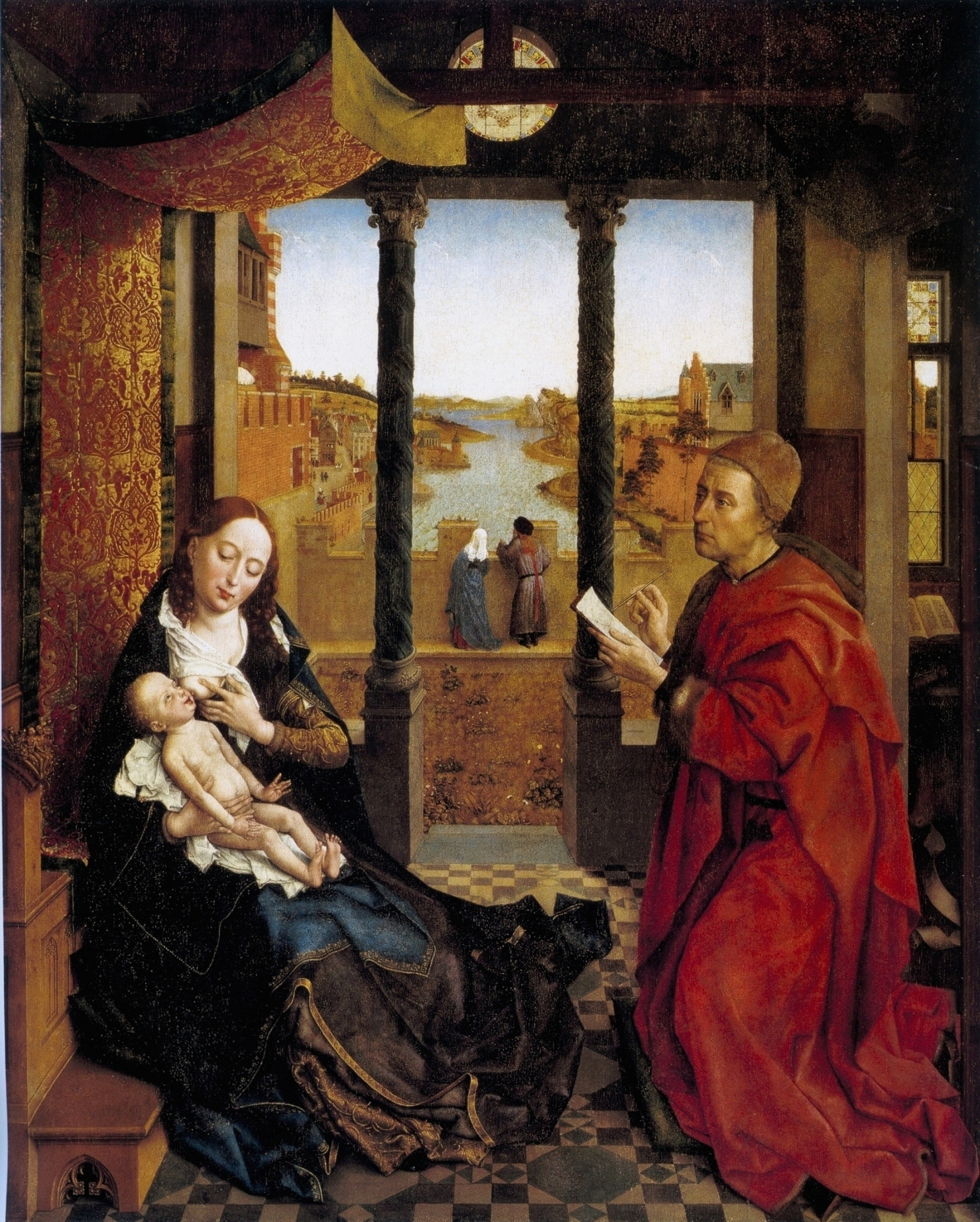
De heilige Lucas schildert de Madonna (Rogier Van der Weyden, 1435-40)
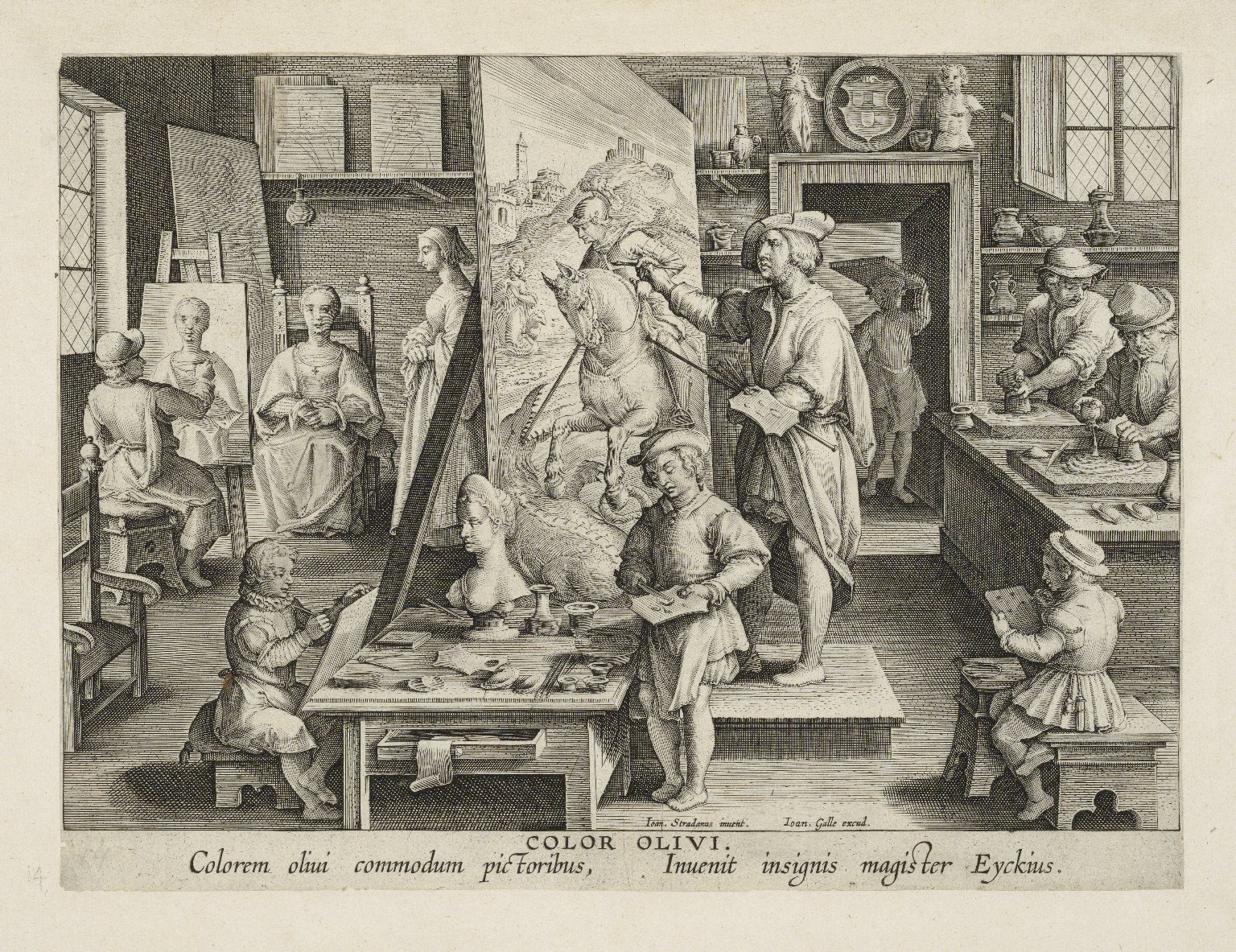
Schildersatelier, gravure naar Jan van der Straet, ca. 1595
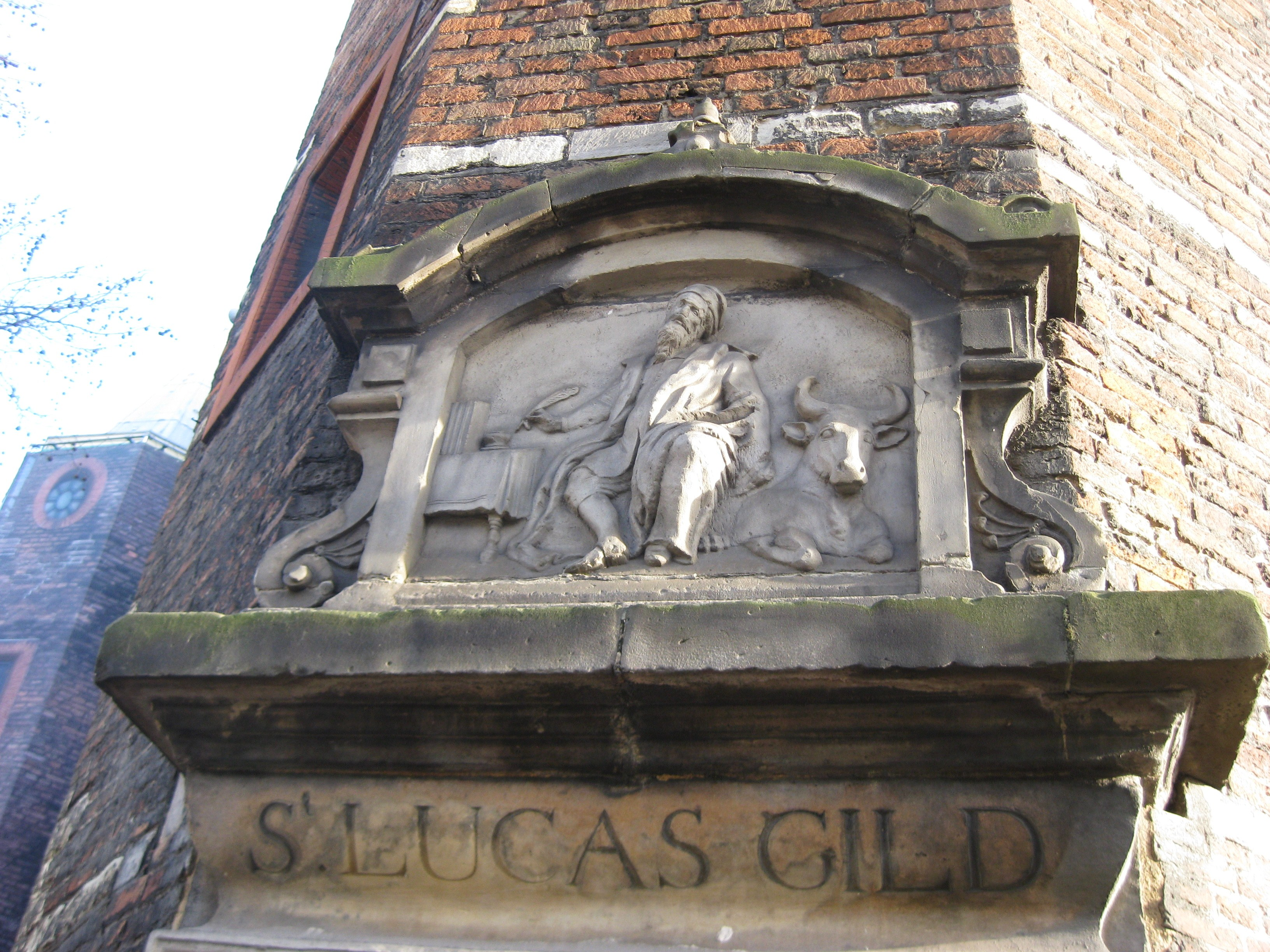
Gevelsteen van het Sint-Lucasgilde op de Waag in Amsterdam

## In de Nederlanden

### Antwerpen
Op 26 augustus 1382 werd het ambacht van de kunstenaars, later Sint-Lucasgilde genoemd, in Antwerpen opgericht. Daarmee is het wellicht een van de oudste in de Lage Landen. Het omvatte aanvankelijk de goud- en zilversmeden, borduurwerkers, emailleerders, glazeniers, beeldhouwers en schilders. Het Sint-Lucasgilde overkoepelde zowel de kunstenaars als de kunstambachten, wat in de 18e eeuw tot conflicten en uiteindelijk tot opheffing van het gilde zal leiden.
Vanaf 1480 maakte ook de rederijkerskamer De Violieren deel uit van het gilde, in 1680 gevolgd door de rederijkerskamer De Olijftak. Ook andere groepen sloten zich aan, zoals onder meer vanaf 1536 de drukkers en in 1565 de klavecimbelbouwers.
Op initiatief van David Teniers wordt in de schoot van het Sint-Lucasgilde in 1663 bij koninklijk octrooi van Filips IV van Spanje de Koninklijke Academie voor Schone Kunsten van Antwerpen opgericht. Ze heeft haar lokalen in de Beurs tot ze in 1811 verhuist naar de Mutsaardstraat. Het gilde zelf werd in 1773 ontbonden en daarna heropgericht, maar ten slotte op 21 november 1791 definitief afgeschaft.
Enige bekende leden van het Sint-Lucasgilde te Antwerpen:
- Alexander Adriaenssen ·
- Osias Beert ·
- Adriaen Brouwer ·
- Jan Brueghel de Jonge ·
- Jan Brueghel de Oude ·
- Pieter Brueghel de Jonge ·
- Hieronymus Cock ·
- Wenceslas Coeberger ·
- Pieter Coecke van Aelst ·
- Jan Cossiers ·
- Gerard David ·
- Frans Hals ·
- Gerard de Jode ·
- Cornelis de Vos ·
- Cornelis Floris De Vriendt ·
- Jan Gossaert ·
- Jacob Grimmer ·
- Adriaen Isenbrandt ·
- Hans III Jordaens ·
- Adriaen Key ·
- Willem Key ·
- Quentin Massys ·
- Hans Memling ·
- Anthonie Mor ·
- Frans Mostaert
- Abraham Ortelius ·
- Joachim Patinir ·
- Christoffel Plantijn ·
- Peter Paul Rubens ·
- Pieter Snayers ·
- Pieter Thys ·
- Jasper Tournay ·
- Gillis van Coninxloo ·
- Willem Van Haecht ·
- Pieter Van Mol ·
- Bernard van Orley ·
- Lucas van Uden ·
- Joos van Wassenhove ·
- Johannes Vermeer ·
- Jan Verwithagen ·
- Sebastiaen Vrancx

### Brugge
- Lodewijk Allyncbrood (1432)
- Hans Memling (1467)
- Gerard David (1484; 1501)

### Gent
- Justus van Gent (1464)
- Hugo van der Goes (1467)

### Brussel
- Rogier Van der Weyden
- Vrancke van der Stockt
- Meester van Sint-Goedele
- Meester van de Catharinalegende
- Meester van het Geborduurde Loofwerk
- Aert van den Bossche
- Jan van Coninxloo
- Denijs van Alsloot
- Lucas Achtschellinck
- Jacques d'Arthois
- Adriaen Frans Boudewijns
- Joan Baptist de Champaigne
- David de Coninck
- Augustin Coppens
- Joos van Craesbeeck
- Gaspar de Crayer
- Lodewijk de Vadder
- Hieronymus Galle I
- Theodoor van Heil
- Zeger Jacob van Helmont
- Victor Honoré Janssens
- Jacob van der Laemen
- Adam Frans van der Meulen
- Jan van Orley
- Richard van Orley
- Antoon Sallaert
- Mathys Schoevaerdts
- Ignatius van der Stock
- Michiel Sweerts
- Gillis van Tilborch
- Jan van de Venne

### Doornik
- Michel Bouillon
- André van Ieper

### Middelburg
Een aantal rekeningboeken en privilegiebrieven van het Middelburgse Lucasgilde waren bewaard gebleven en zijn beschreven. Bij het bombardement op Middelburg zijn ze verloren gegaan.
- Christoffel van den Berghe
- Daniel van den Queborn
- Ambrosius Bosschaert de Oude

### Amsterdam

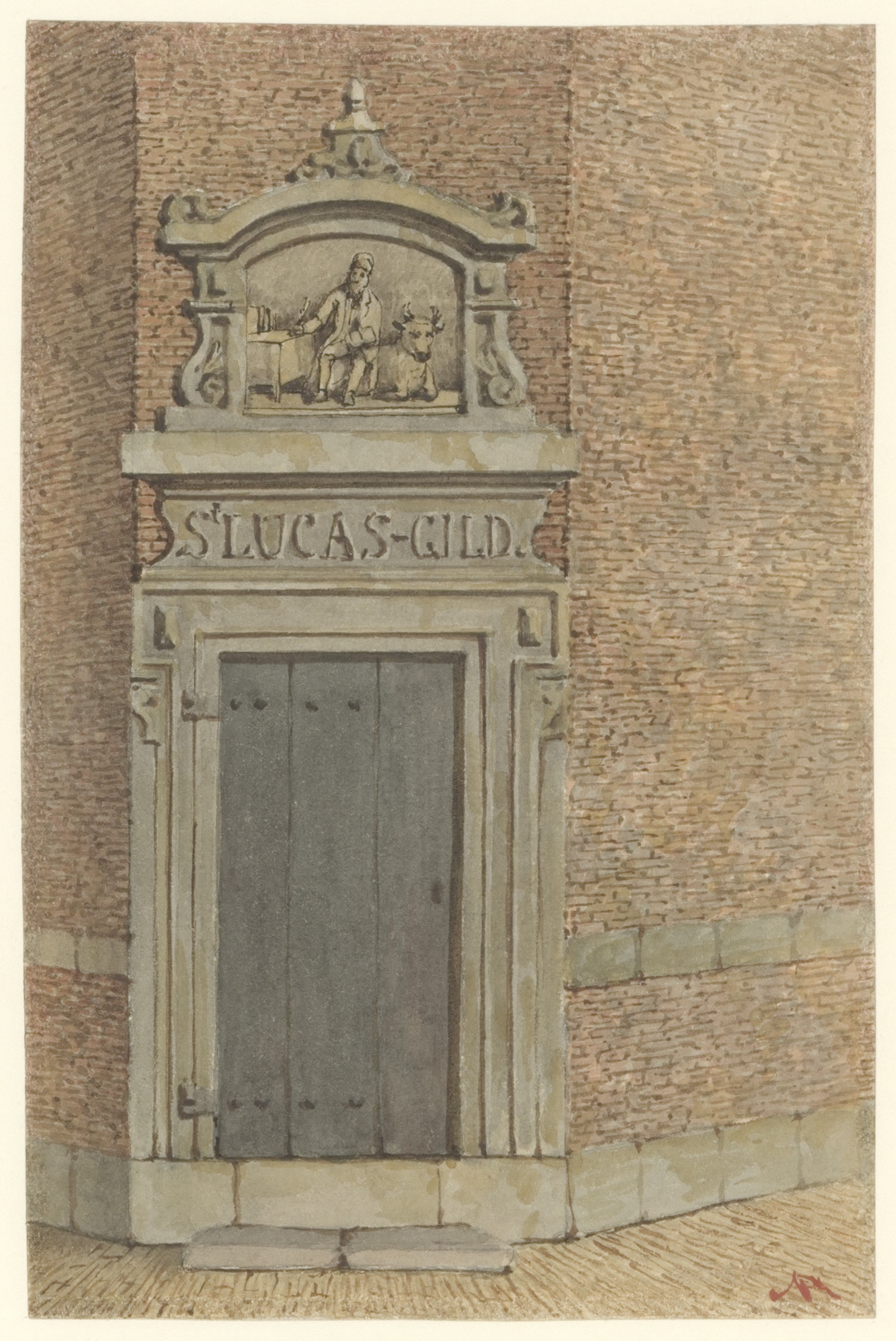
Poortje van het Sint-Lucasgilde in de St. Anthonieswaag (door Johan Rieke).

De zetel van het Amsterdamse Lucasgilde was in de Waag. Door een grote opschoning begin 19e eeuw gingen de archieven verloren.
- Rembrandt
- Johannes Vermeer
- Jeremias Schultz
- Johannes Christoffel Schultsz

### Haarlem
Het bestaan van een gilde in Haarlem is voor het eerst geattesteerd in 1496, toen nog onder Sint-Elooi. De oudst bewaarde statuten dateren uit 1514.
- Jacob van Campen
- Cornelis van Haarlem
- Frans Hals
- Cornelis Claesz. Heda
- Gerret Willemsz. Heda
- Willem Claesz. Heda
- Maarten van Heemskerck
- Judith Leyster
- Karel van Mander
- Adriaen van Ostade
- Jacob van Ruisdael
- Jan van Vianen

### Utrecht
In Utrecht bestond een Sint-Lucasgilde dat zich in 1611 afscheidde van het Zadelaarsgilde.
Bij hun oprichting ziet de ledenlijst er als volgt uit
- Paulus Moreelse (deken)
- Martijn de Goier (deken)

Kunstschilders
- Peter Jansz. van Sypenes
- Jan van Malsz
- Gilis Block
- Hendrick ter Brugghen
- Jan Segerman
- Abraham Bloemaert
- Jochim wtdewael
- Adam Willers
- Adriaen Willemsz van Capel
- Marcelis Gerritsz
- Heinrick van Broeckhuysen
- Mr. Cornelis van der Eem
- Aert van der Eem
- Aert Willemsz van Soest
- Roelof van Zyl
- Herman van Vollenhoven
- Beernt van Hasteren
- Marcus Ormea
- Nicolaes Knupfer

Beeldhouwers en antieksnijders
- Willem Jacobszoon Colijn
- Adriaen Fredrickzoon
- Adriean Bosman
- Willem van Halen
- Wyer Bartholomeusz
- Tonis Janz van Selmondt
- Heynrick Jansz van Fockenborch
- Claes Heyndrickz van Rossum
- Nicolaas Adriaenzoon
- Kambert Oolofzoon
- Cornelis van Rooijen

Cleedschryvers of grofschilders
- Jan Adriaensz
- Adriaen Jochimz
- Herman Gerritsz van Honthorst
- Gerrit Jacobsz van Hasselt
- Claes Jacobsz van Hasselt
- Michiel Jacobsz van Hasselt
- Loef Gerritsz
- Steven Claesz
- Jacob Claesz
- Jan Aelbertsz
- Daniel Verhaeij
- Gerrit Tonsz

Bekende gildebroeders waren onder andere:
- Dirck van Baburen (registrado en los archivos de esta guilda en 1611)
- Abraham Bloemaert
- Adam Willaerts
- Joost Cornelisz. Drooghsloot
- Gerrit van Honthorst
- Cornelis van Poelenburch
- Jan van Bijlert

### Delft
Volgens de verordening van 1611 vielen naast kunstschilders onder het gilde glasschrijvers, glazenmakers, glasverkopers, plateelbakkers, tapijtwerkers, borduurwerkers, plaatsnijders, beeldensnijders, schedenmakers, drukkers en de verkopers van boeken, kunst en schilderijen. Iedereen die deze beroepen als zelfstandig ondernemer wilde uitoefenen, moest lid zijn van het gilde. Ieder lid moest poorter van Delft zijn en contributie betalen. Aspirant-leden moesten een proefstuk vervaardigen om te laten zien dat zij het vak beheersten. Voor de schilders was dat een stilleven met onder meer een vijzel voor het fijnwrijven van ingrediënten voor kleurstoffen, een palet voor het mengen van kleuren en een ossenkop. De os was het traditionele symbool van de evangelist Lucas, de beschermheilige van het gilde.

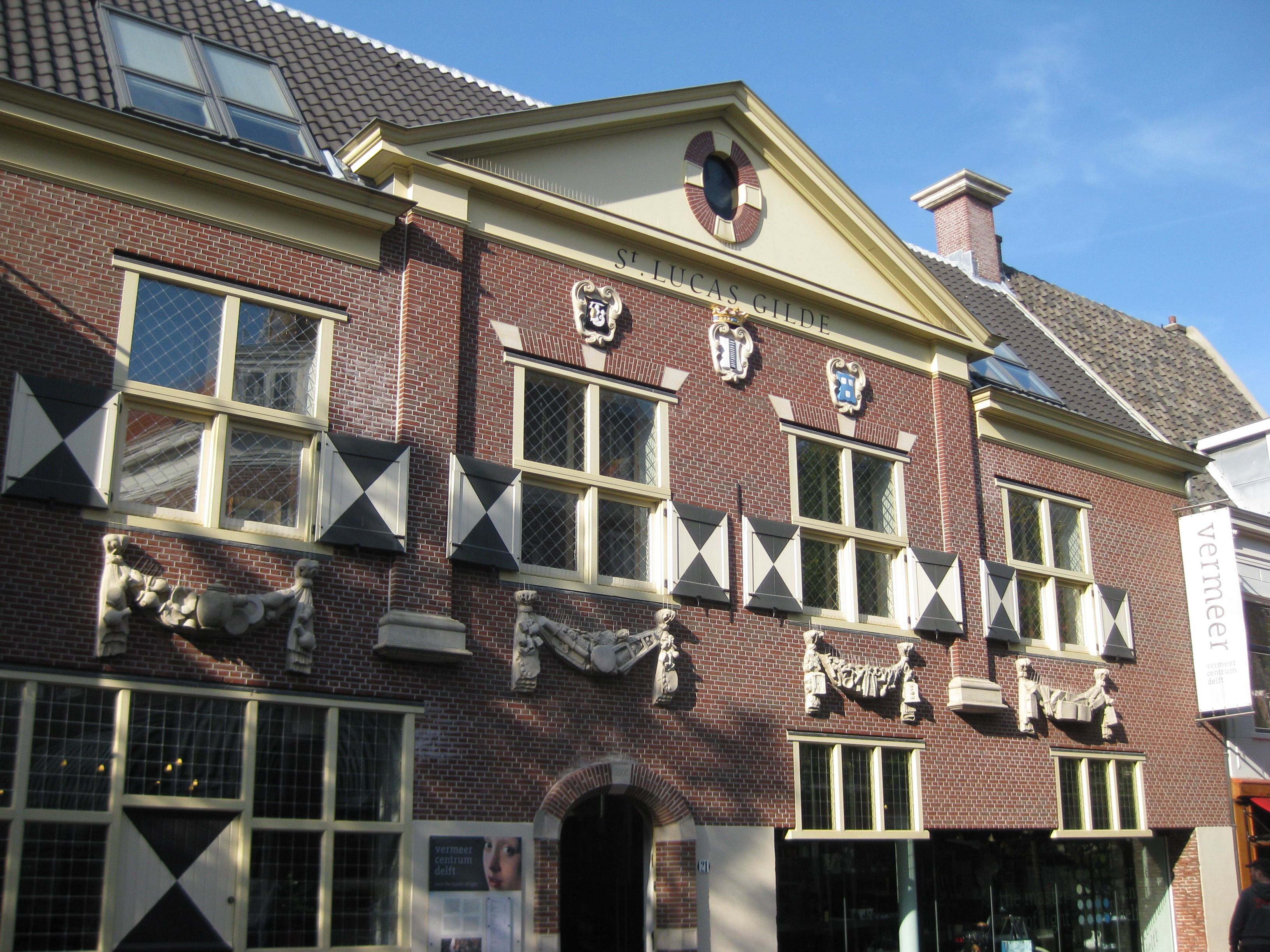
Nabouw van het Sint Lucas Gilde in Delft

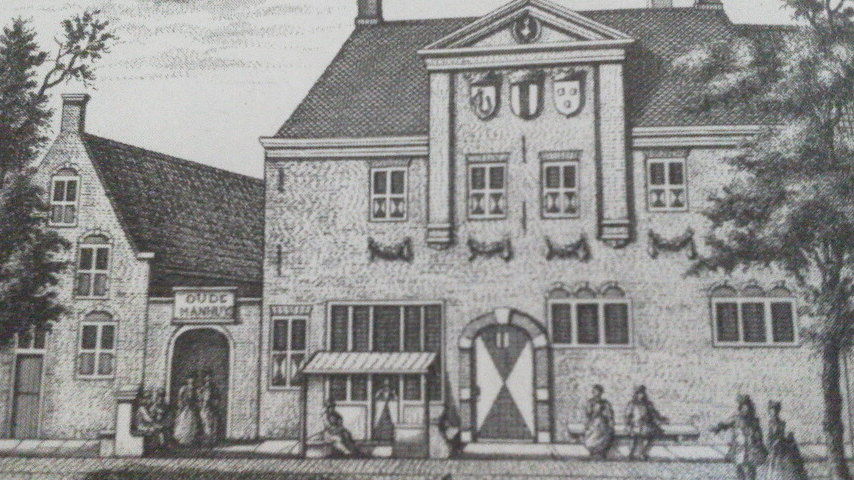
Sint-Lucasgilde te Delft op een prent uit 1730, maker onbekend

Inschrijving als meesterschilder bij dit gilde betekende dat diegene zijn eigen werken mocht signeren en verkopen en leerlingen mocht aannemen. Een van de voorwaarden was dat het nieuwe lid minimaal zes jaren bij een meester in de leer zou zijn geweest. Het 'volle' tarief was zes gulden; zonen van gildeleden hadden recht op een tarief van drie gulden mits zij minstens gedurende twee jaar in de leer geweest waren bij een plaatselijk meester. Het Sint-Lucasgilde van Delft werd in 1833 opgeheven.
- Leonard Bramer, (1628), schilder
- Reynier Jansz Vermeer, (1631), Constvercoper, vader van Johannes Vermeer
- Hendrick van Vliet, (1632), schilder en tekenaar
- Gerard Houckgeest, (ca. 1636), schilder
- Emanuel de Witte,  (1636), schilder en tekenaar
- Cornelis de Man, (1642), schilder
- Carel Fabritius, (1652), schilder
- Johannes Vermeer, (1653), schilder, voorzitter:
- Pieter de Hooch, (1655), schilder

### Den Haag
- François Beeldemaker (1698)
- Pieter Quast
- Rombout Verhulst

In 1656 scheurde een groep schilders zich af en vormde de Confrerie Pictura.

### Leiden
Het Leidsche St. Lucas Gilde is opgericht in 1648. Hieruit ontstonden de Leidse Tekenacademie (1694) en Ars Aemula Naturae (1799).
Leden:
- Johannes van der Aeck (1658)
- David Bailly (1648)
- Adriaen Cornelisz. Beeldemaker (1650)
- Edwaert Collier (1673)
- Gerrit Dou (1648)
- Jan van Goyen
- Jan van Halteren (1807)
- Gabriël Metsu (1648)
- Willem van Mieris
- Carel de Moor
- Matthijs Naiveu (1671)
- Adam Pick
- Karel van der Pluym (1648)
- Pieter de Ring (1648)
- Pieter Dubordieu (1648)
- Joris van Schooten
- Jan Steen (1648)
- Abraham van den Tempel (1648)
- Jacob Toorenvliet (rond 1680)
- Jan de Vos I
- Jan de Vos II
- Jan de Vos IV

### Rotterdam
- Hendrick Martensz. Sorgh (1636 of 1637)

### Dordrecht
- Aart Schouman

## In de rest van Europa
Gelijkaardige instellingen bestonden in de rest van Europa:
- de  Arte dei depintori in Venetië (eerste vermelding 1271), later de Compagnia di San Luca in de kerk Santa Maria Nuova en vervolgens Santa Maria Novella
- de Compagnia di San Luca van Florence (1339 of 1349)[6]
- de Accademia di San Luca in Rome (1593)
- de Confrérie de Saint-Luc in Parijs (statuten uit 1391),[7] later de Académie de Saint-Luc (1655)[8]
- de Lukasbunden in Duitsland (vooral het Rijnland)
- de Lukasgillet in Lübeck (ca. 1400)[9]
- de Cofradía of Hermandad de San Lucas van Sevilla (statuten uit 1480) had haar kapel in de Iglesia de San Antonio Abad
- de Cofradía de San Lucas van Zaragoza
- de Academia de San Lucas in Madrid (1603)

## Gelijkaardige organisaties
- de Cofradía de San Esteban de los Fresneros in Barcelona, later ook de Círculo Artístico de San Lucas
- de Confrerie Pictura in Den Haag
- de Cofradía de los Siete Dolores in Madrid (1634), gevestigd in het klooster van Santo Tomás de Aquino
- de Worshipful Company of Glaziers and Painters of Glass en de Worshipful Company of Painter-Stainers in Londen
- de Lukasbund aan de Weense academie (1809)